# Катастрофа Boeing 757 під Пуерто-Плата
Катастрофа Boeing 757 під Пуерто-Плата — велика авіаційна катастрофа, що сталася пізнього вечора 6 лютого 1996 року. Пасажирський літак Boeing 757—225 турецької авіакомпанії Birgenair виконував плановий міжконтинентальний рейс AWR 301 за маршрутом Пуерто-Плата — Гандер — Берлін — Франкфурт-на-Майні. Хоча Boeing 757 належав турецькій авіакомпанії Birgenair, рейс авіакомпанія виконувала для місцевої (домініканської) авіакомпанії Alas Nacionales. Під час зльоту командир помітив, що його вимірювач швидкості показує неправильні дані, але вирішив не переривати зліт. Менше ніж за 5 хвилин після зльоту літак почав падати з ешелону і обертатися навколо своєї осі, водночас у нього стався помпаж двигуна № 1 (лівого). Урешті-решт літак впав в Атлантичний океан за 26 кілометрів від аеропорту Пуерто-Плата. Усі 189 осіб (176 пасажирів і 13 членів екіпажу), що перебували на борту, загинули.

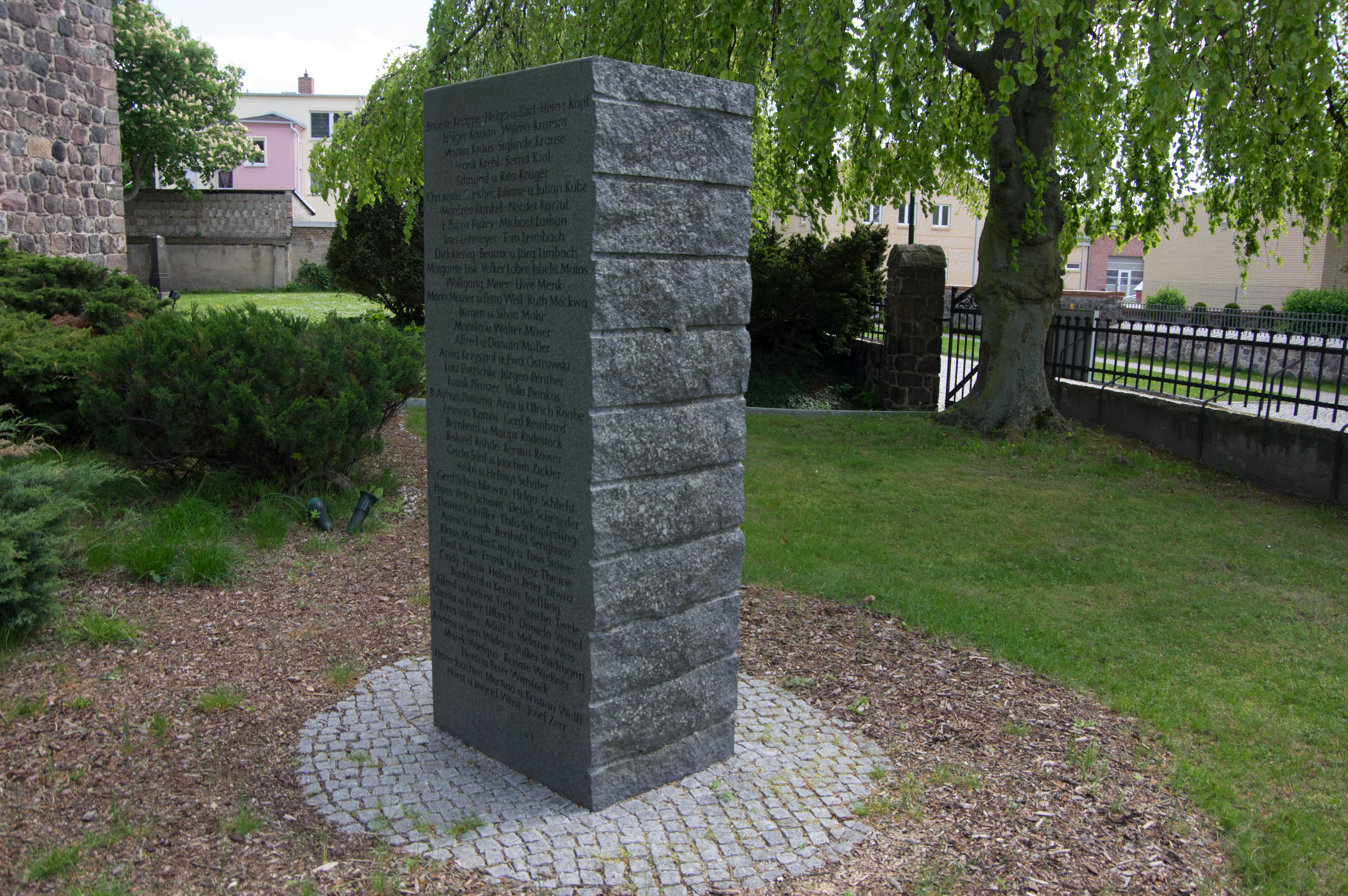
Меморіал катастрофі

Катастрофа рейсу 301 стала найбільшою авіакатастрофою в історії літака Boeing 757 і Домініканської Республіки та єдиною в історії авіакомпанії Birgenair.

## Літак

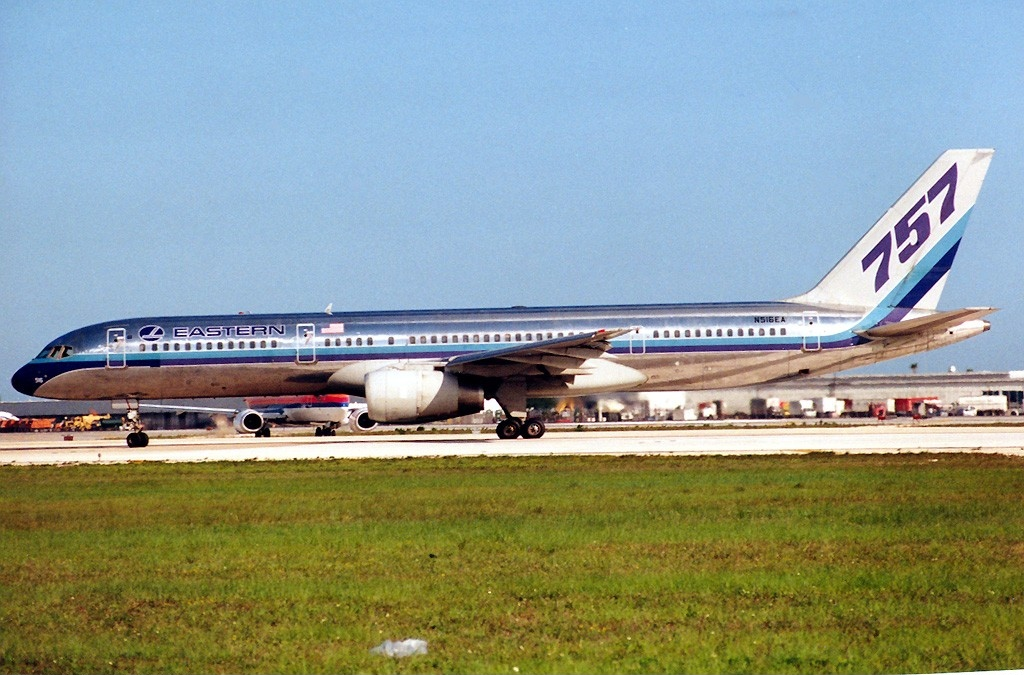
Літак, що зазнав катастрофи у 1990 році (під час експлуатації в Eastern Air Lines, борт N516EA).

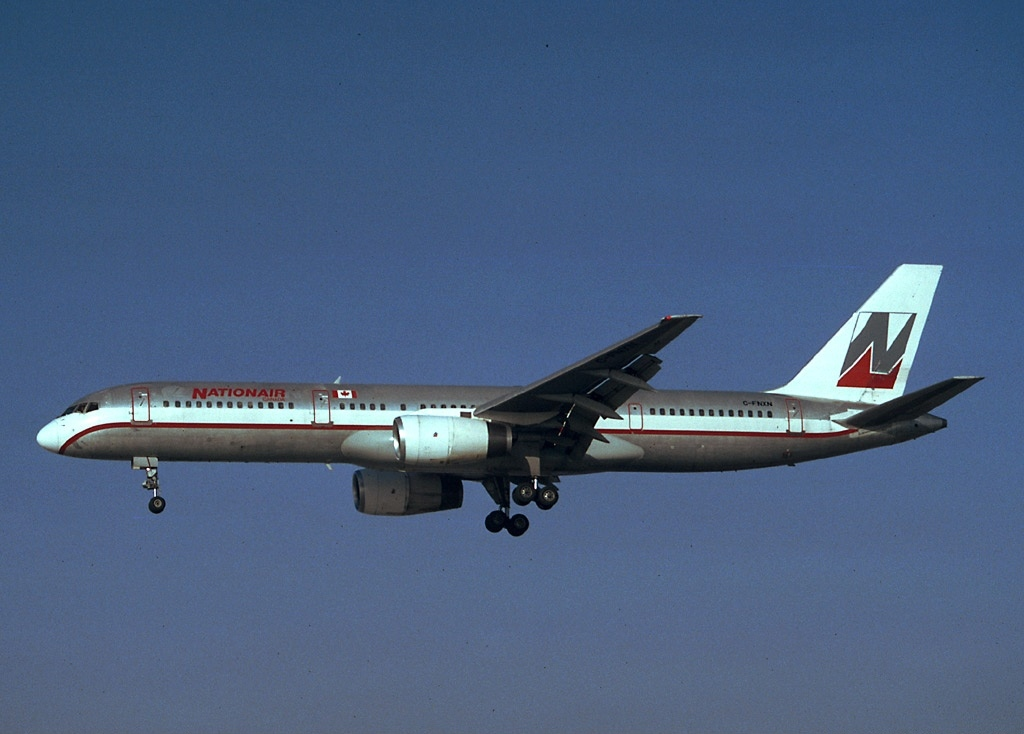
Літак, що зазнав катастрофи у 1993 році (під час експлуатації в Nationair, борт C-FNXN).

Boeing 757—225 (реєстраційний номер TC-GEN, заводський 22206, серійний 031) був випущений у 1985 році (перший політ здійснив 3 лютого). Оснащений двома турбовентиляторними двигунами Rolls-Royce RB211-535E4. Експлуатувався авіакомпаніями:
- Eastern Air Lines (з 26 лютого 1985 року по 20 травня 1992 року, борт N516EA).
- Nationair (з 20 травня 1992 року по 1 травня 1993 року, борт C-FNXN).
- Aeronautics Leasing (з 1 травня по 14 липня 1993 року, борт N7079S).

14 вересня 1993 року був куплений авіакомпанією Birgenair і отримав бортовий номер TC-GEN. Від неї з 19 грудня 1994 року по 31 березня 1995 року здавався в авіаційний лізинг авіакомпанії (International Caribbean Airways) (борт 8P-GUL). На день катастрофи здійснив 13 499 циклів «зліт-посадка» та і налітав 29 269 годин.

## Екіпаж і пасажири
Літаком керував досвідчений екіпаж, склад якого був таким:
- Командир повітряного судна (КПС) — 62-річний Ахмет Ердем (тур. Ahmet Erdem). Дуже досвідчений пілот, пропрацював в авіакомпанії Birgenair 27 років та 10 місяців (з 11 березня 1968 року). Керував літаками Vickers Viscount Vickers Viscount 794, McDonnell Douglas DC-9, Boeing 707, Boeing 727, Douglas DC-8, Boeing 737 та Boeing 767. На посаді командира Boeing 757 — з 12 березня 1995 року. Налітав понад 24 750 годин, 1875 з них на Boeing 757.
- Другий пілот — 34-річний Айвкут Гергін (тур. Ayvkut Gergin). Досвідчений пілот, пропрацював в авіакомпанії Birgenair 2 роки та 5 місяців (з 9 вересня 1993 року). Керував літаками CE-500[en], Ан-24, ATR 42, Airbus A300, Airbus A320 і Boeing 767. На посаді другого пілота Boeing 757 — з 16 березня 1995 року. Налітав понад 3500 годин, 71 із них на Boeing 757.
- Змінний КПС — 51-річний Мухліс Евренезоглу (тур. Muhlis Evrenesoglu). Дуже досвідчений пілот, пропрацював в авіакомпанії Birgenair 18 років (з 6 лютого 1978 року). Керував літаками C-47, C-160[en], PA-23[en], Boeing 727, McDonnell Douglas DC-9, Airbus A300, Airbus A310, Boeing 737—400 і Boeing 767. На посаді командира Boeing 757 — з 15 березня 1995 року. Налітав понад 15 000 годин, 121 із них на Boeing 757.

У салоні літака працювали 10 бортпровідників.
| Громадянство             | Пасажири | Екіпаж | Усього |
| ------------------------ | -------- | ------ | ------ |
| Німеччина                | 167      | 0      | 167    |
| Польща                   | 9        | 0      | 9      |
| Туреччина                | 0        | 11     | 11     |
| Домініканська Республіка | 0        | 2      | 2      |
| Всього                   | 176      | 13     | 189    |

Загалом на борту літака перебували 189 людей — 13 членів екіпажу та 176 пасажирів.

## Хронологія подій
Рейс ALW 301 був перельотом із Пуерто-Плати у Франкфурт-на-Майні з проміжними посадками в Гандері та Берліні. Хоча борт TC-GEN, що виконував рейс Boeing 757—225, належав Birgenair, рейс він виконував для місцевої (домініканської) авіакомпанії Alas Nacionales. Під час розгону літака по ЗПС КПС помітив, що його покажчик швидкості дає невірні показники, але вирішив не переривати зліт. Рейс 301 вилетів з аеропорту Пуерто-Плати о 23:42 UTC, зліт лайнера здійснив другий пілот.
Під час набору висоти 1400 метрів командир помітив, що його покажчик швидкості дійсно дає неправильні показання швидкості в 650 км/год, а вказівник на панелі другого пілота — 370 км/год. Екіпаж припустив, що прилади другого пілота працюють нормально. Через те, що прилади з боку КПС показували перевищення швидкості, автопілот плавно підвищував кут атаки та поступово зменшував оберти двигунів. Незабаром у кабіні пілотів пролунало кілька голосових попереджень про дуже велику швидкість літака.
Пілоти перейшли на ручне керування. Вони ще знизили швидкість рейсу 301, що відразу викликало тряску штурвала і зазвучали суперечливі попередження — швидкість літака то занадто низька, то занадто висока. Другий пілот та змінний КПС намагалися самі розпізнати ситуацію. О 23:45 КВС почав піднімати літак під нахилом 5° і дав повну тягу. Під час набору висоти рейс 301 занадто високо задер носа і в результаті о 23:46 різко втратив швидкість і увійшов у звалювання, одночасно стався помпаж двигуна № 1 (лівого), і літак понісся вниз, обертаючись навколо своєї осі. Через відмову двигуна пілоти не змогли відновити керування авіалайнером. О 23:47 UTC рейс ALW 301 впав в Атлантичний океан за 26 кілометрів від Пуерто-Плата і повністю зруйнувався. Усі 189 осіб на його борту загинули.

## Розслідування
Розслідування причин катастрофи рейсу ALW 301 проводив домініканський Генеральний директор цивільної авіації (ісп. Dirección General de Aeronáutica Civil, DGAC).
У ході розслідування було встановлено, що правильна швидкість літака на момент розвитку ситуації, яка призвела до катастрофи, була 410 км/год, але після розшифровки бортових самописців було з'ясовано, що у КПС швидкість літака відображалася як 650 км/год, а у другого пілота — 370 км/год. Після вивчення знайдених уламків лайнера слідчі з'ясували, що одну з трьох трубок Піто (з боку КПС) було заблоковано.
Імовірною причиною блокування трубки Піто було названо гніздо пісочної оси, відомої тим, що її гніздо складене з бруду і має циліндричну форму. Після вивчення історії борту TC-GEN з'ясувалося, що до рейсу літак простояв в аеропорту Пуерто-Плата 20 днів і 12 днів із них за ним ніхто не стежив. За цей час оса встигла зробити гніздо у трубці Піто з боку КПС.
Остаточний звіт розслідування DGAC був опублікований 25 жовтня 1996 року.
Відповідно до звіту, причинами катастрофи стали засмічена трубка Піто, що вплинула на роботу покажчиків швидкості, й неправильні дії екіпажу, що не розібрався в суперечливих показаннях покажчиків швидкості і допустив звалювання літака через зменшення швидкості.

## Наслідки катастрофи
Катастрофа рейсу ALW 301, спад пасажиропотоку після неї і негативна інформація, що розповсюдилася у ЗМІ, призвели до того, що через кілька місяців після катастрофи авіакомпанія Birgenair збанкрутувала.

## Культурні аспекти
Катастрофа рейсу 301 Birgenair показана в 5 сезоні канадського документального телесеріалу Розслідування авіакатастроф у серії «Літак, що мовчав».

## Аналогічні авіакатастрофи
- Катастрофа Boeing 757 під Лімою
- Катастрофа A330 над Атлантичним океаном
- Катастрофа Ан-148 у Московській області
- Катастрофа Boeing 747 під Бомбеєм